# Isbalda Klein
Isbalda Klein SSpS (* 18. Oktober 1906 in Schlausenbach, Gemeinde Auw bei Prüm, Eifel; † 6. Februar 1944 in der Bismarcksee) war eine deutsche Steyler Missionsschwester und Märtyrin.

## Leben
Elisabeth Klein, viertes von 8 Kindern eines Landwirts, sammelte nach der Schulzeit Erfahrungen in Haushalten in Bleialf, Prüm und Kortenberg (Belgien) und trat am 9. September 1931 im Alter von 24 Jahren in Steyl in das Missionshaus der Steyler Missionsschwestern ein. Sie begann am 8. Juni 1932 das Noviziat unter dem Ordensnamen Isbalda (vgl. Sebald, bald = kühn). Am 8. Juni 1934 legte sie ihre Zeitlichen Gelübde ab. Am 13. August 1935 reiste sie nach Alexishafen in die Papua-Neuguinea-Mission, wo sie am 8. Dezember 1939 ihre Ewigen Gelübde ablegte. Sie wirkte als Köchin auf Manam und in Alexishafen.
Nach der Besetzung Neuguineas durch die japanischen Invasionstruppen 1942 wurde sie zusammen mit Bischof Franziskus Wolf und zahlreichen Mitbrüdern und Missionsschwestern in einem Sammellager auf Manam interniert, wo sie an Unterernährung litten und an Malaria erkrankten. Am 5. Februar gingen sie unter Protest auf das japanische Transportschiff Yorishime Maru, das am 6. Februar nachts von der amerikanischen Luftwaffe angegriffen wurde. Es starben 46 Menschen, darunter Isbalda Klein. Eine Gedenkstätte befindet sich in Alexishafen.

## Gedenken
Die Römisch-katholische Kirche in Deutschland hat Schwester Isbalda Klein als Märtyrin in das deutsche Martyrologium des 20. Jahrhunderts aufgenommen.